# Bergengraben
Der Bergengraben, in seinem Oberlauf Schnitzlergraben genannt, ist ein Bach in den Ammergauer Alpen in der Gemeinde Oberammergau im Landkreis Garmisch-Partenkirchen in Bayern, der in die Ammer mündet. Er ist etwa 3,7 Kilometer lang und hat ein Einzugsgebiet von etwa 3,2 Quadratkilometern.

## Verlauf
Der Schnitzlergraben entspringt am Aufacker etwa 800 Meter westlich des Gipfels des Großen Aufackers auf einer Höhe von etwa 1340 m ü. NHN. Er fließt überwiegend in Richtung Südwest. Beim Erreichen des Talgrunds weicht der Bach vor dem Wahrbichl nach Westen aus. Im weiteren Verlauf wird er Bergengraben genannt. Er fließt relativ geradlinig in Richtung Westnordwest durch das Moorgebiet der Altaulüsse und der Bergenlüsse. Kurz nach Überschreiten der Grenze zu Unterammergau mündet er auf einer Höhe von 828 m ü. NHN von rechts in die Ammer.
Auf seinem Weg durch das Moorgebiet fließen dem Bergengraben mehrere an den Ausläufern des Aufackers entspringende Bäche von links zu.